# Złego coś się skrada
Złego coś się skrada (ang. Something Wicked) – amerykański horror z 2014 roku w reżyserii Darina Scotta. W rolach głównych wystąpili w nim Shantel VanSanten, Brittany Murphy, James Patrick Stuart oraz John Robinson. Zdjęcia kręcono w Eugene w stanie Oregon.
Film został zrealizowany w roku 2009, jednak przez pięć lat od powstania nie wszedł do dystrybucji. Jego premiera nastąpiła 4 kwietnia 2014. Jest to ostatni projekt w filmografii Murphy, która zmarła w grudniu 2009, dedykowany pamięci aktorki. Tytuł filmu nawiązuje do cytatu z Makbeta Williama Szekspira. Fabułę scenariusza zainspirowały autentyczne wydarzenia.

## Fabuła
Christine, która planuje ślub ze swoim chłopakiem Jamesem, traci matkę i ojca w wypadku samochodowym. Wkrótce po tym zdarzeniu w jej życiu zaczyna dochodzić do tajemniczych zdarzeń: czuje się prześladowana, zaczyna widywać i słyszeć zmarłych rodziców. Doktor Susan Webb, małżonka brata dziewczyny, twierdzi, że przejawia ona objawy zespołu stresu pourazowego.

## Obsada
- Shantel VanSanten − Christine Webb
- Brittany Murphy − Susan Webb
- James Patrick Stuart − Bill Webb
- John Robinson − James Campbell
- Julian Morris − Ryan Anderson
- Robert Blanche − John Anderson

## Wydanie filmu
Światowa premiera Something Wicked odbyła się 4 kwietnia 2014 roku w Eugene w stanie Oregon. Tydzień później, 11 kwietnia, film wszedł do ograniczonej dystrybucji w kinach na terenie Stanów Zjednoczonych. 17 marca 2015 nastąpiła premiera obrazu na rynku DVD/Blu-ray oraz na platformach VOD. W Brazylii film wydano pod tytułem Algo Maligno.